# El ritmo de la vida
El Ritmo de la Vida es un álbum de la cantante cristiana puertorriqueña Julissa. Fue lanzado el 14 de agosto de 2007 Entre las canciones que destacan en el disco están: «Mejor Así», «El Ritmo de la Vida» y «Pegada a Ti». El lanzamiento de su décimo álbum sería en conjunto con la publicación de un libro con el mismo nombre.
Este álbum fue nominado a "Mejor Álbum Vocal Femenino" en los Premios Arpa 2009, y como "Mejor Álbum en Español" en los Premios GMA Dove.

## Listado de canciones
1. "El Ritmo De La Vida" - 04:35
2. "Mi Plegaria" - 04:09
3. "Tu Amor" - 04:01
4. "Pegada A Ti" - 04:22
5. "Su Mirada De Amor" - 04:02
6. "Que Hubiera Sido De Mi" - 04:17
7. "De Beber" - 03:58
8. "Mejor Así" - 04:31
9. "Olor Fragante" - 04:07
10. "El Ritmo De La Vida" (Remix) - 04:36

## Premios y reconocimientos
El álbum fue nominado para un premio Dove por Álbum del año en español en la 39.ª edición de los premios GMA Dove, y fue el ganador en la categoría "Mejor álbum femenino" en los premios Arpa 2009 .